# Cantonul Le Mans-Sud-Est
Cantonul Le Mans-Sud-Est este un canton din arondismentul Le Mans, departamentul Sarthe, regiunea Pays de la Loire, Franța.

## Comune
| Comune  | Populație (1999) | Cod poștal | Cod INSEE |
| ------- | ---------------- | ---------- | --------- |
| Le Mans | ...              | 72000      | 72181     |
| Ruaudin | ...              | 72230      | 72260     |